# Walt Disney Studios Home Entertainment
Walt Disney Studios Home Entertainment (dénomination légale : Buena Vista Home Entertainment, Inc., appelée Walt Disney Telecommunications and Non-Theatrical Company entre 1980 et 1987 et Buena Vista Home Video jusqu'en 1997), est une société de distribution de films en vidéo à domicile, fondée en 1980 par et pour la Walt Disney Company. Elle est associée aux labels de distribution Walt Disney Home Entertainment et Walt Disney Home Video ainsi qu'à la marque Disney DVD.
L'entreprise fait partie de la sous-division Disney Media Distribution, comprise dans la division Disney Media Networks de The Walt Disney Company. La distribution cinématographique proprement dite est gérée une autre division de la maison-mère, The Walt Disney Studios.

## Historique

Ancien logo.

### Les débuts de la vidéo
Avant que la Walt Disney Company n'édite sur vidéocassettes ses films, elle accorda une licence à Discovision pour éditer sur Laserdisc des compilations de courts-métrages et de programmes télévisés (séries télévisées, tirées des Classiques de Walt Disney). Les premiers titres furent édités aux États-Unis le 16 décembre 1978 et comprenaient On Vacation with Mickey Mouse and Friends.
Peu de temps après en 1979, Disney s'est associé à Fotomat pour la location de vidéocassettes dans quatre villes tests et un catalogue de 13 films, contrat officialisé le 4 mars,, mais celui-ci n'est pas retenu.
C'est l'année suivante que la division vidéo de Disney fut créée avec à sa tête Jim Jimirro. Les premiers titres furent édités en octobre 1980 sur des supports Betamax et VHS. On pouvaient déjà y trouver à un prix coûtant de 100 $ : Le Gang des chaussons aux pommes, Vingt Mille Lieues sous les Mers, Mary Poppins, Le Trou Noir, Un Amour de Coccinelle, Davy Crockett, Roi des Trappeurs, Davy Crockett et les Pirates de la rivière, La Montagne ensorcelée, Peter et Elliott le Dragon et L'Apprentie Sorcière.
En 1981, de nouveaux titres parurent dont : The One and Only, Genuine, Original Family Band, The North Avenue Irregulars, A Dream Called Walt Disney World, Les Yeux de la forêt, Le Nouvel Amour de Coccinelle et bien d'autres. Cette même année, Disney édite les premières compilations de dessins animés avec Goofy Over Sports, On Vacation with Mickey Mouse and Friends, A Tale of Two Critters, The Adventures of Chip n' Dale, et quelques autres.
En juin 1981, le premier dessin animé de Disney sort sur VHS et Betamax en location seulement : Dumbo. Dumbo a été suivi par deux autres dessins animés : Les Aventures de Winnie l'ourson et Alice au Pays des Merveilles en octobre. En 1982, ces titres furent vendus dans le commerce. Cette année même, on peut toutefois noter la sortie vidéo de Les Trois Caballeros. Le dessin animé suivant, Robin des Bois, est sorti le 6 décembre 1984.
En 1983 Disney lance la collection Walt Disney Cartoon Classics avec des courts-métrages.
En juillet 1985, Disney établi un record de ventes avec la sortie en vidéo de Pinocchio.
Le 24 mars 1986, Merlin l'Enchanteur sort pour la première fois sur VHS.
Le 14 octobre 1986, Walt Disney Home Video change de logo.
En 1993, Disney prend la décision d'éditer pour la première fois un dessin animé directement en vidéo, c'est Le Retour de Jafar, une suite d'Aladdin, sorti en 1994.
Tous les dessins animés sont numérotés en fonction de leurs années de sorties au cinéma ou directement en vidéo. Cette numérotation en vigueur sur les VHS a été reprise et poursuivie sur les DVD.

### La révolution du DVD
Les premiers titres édités en DVD par Disney furent disponibles en décembre 1997, très peu de temps avant la véritable lancée de ce support. Disney avait annoncé dès le 4 septembre 1997 qu'elle participerait à ce nouveau format.
Disney a édité quelques titres à partir de 1998 mais c'est surtout à partir de 1999, grâce à la démocratisation des lecteurs DVD (de PC et de salon), qu'un phénomène a commencé. Aidé par la possibilité d'adjoindre des suppléments (appelés bonus) aux films, Disney s'est lancé dans la réédition de tous ses films en DVD.
Le 12 mai 2005, Walt Disney Internet Group et Buena Vista Home Entertainment lancent une plateforme de téléchargement de films par Internet au Japon, plateforme nommée Movie Express, disponible sur Flet de NTT.
Le 8 décembre 2005, Disney et BVHE annoncent qu'ils soutiendront le format Blu-ray.
Le 1er juin 2006, BVHE annonce la vente de films en ligne à partir du 6 juin via le service CinemaNow. Le 19 septembre 2006, Disney édite son premier lot de Blu-ray.
Disney s'est associé en janvier 2007 à l'American Kennel Club pour fournir des bonus sur l'éducation des Golden Retrievers à l'occasion de la sortie en DVD de Air Bud : Buddy star des paniers (Air Bud, 1997). Ces bonus ont été approuvés par l'association américaine.

### L'ère du Blu-ray

Le 28 août 2008, Disney annonce le lancement en Blu-ray d'une collection Collector des Classiques Disney. Les cinq premiers devant sortir entre 2008 et fin 2010 sont Pinocchio, Blanche Neige et les Sept Nains, Fantasia, Fantasia 2000 et La Belle et la Bête.
Le 16 mars 2012, Disney annonce élargir sa bibliothèque de Blu-ray en éditant plus de 30 titres sortis de son catalogue en plusieurs campagnes à partir du 15 mai 2012. Le 7 juin 2012, Disney souhaite imposer un délai de 28 jours entre la sortie DVD / Blu-ray d'un film et sa disponibilité sur Netflix ou Redbox

## Les éditions
Ces éditions ne sont peut-être pas valables dans les pays autres que la France.
Les éditions et rééditions des Classiques Disney ont donné lieu à un grand nombre de coffrets ou versions, surtout depuis l'apparition du DVD. On peut ainsi trouver dans le commerce les éditions suivantes :
- les Éditions Simples : elles comprennent le film avec quelques bonus sur un seul DVD. Dans de rares cas, les DVD ne possèdent pas de bonus (Pocahontas 2 : Un Monde Nouveau).
- les Éditions Collectors : elles comprennent le film et de nombreux bonus sur 2 DVD. Ces éditions sont généralement très bien soignées avec, selon le cas, un très beau packaging (Édition Digipack, par exemple). Certaines deviennent même des perles rares, avec le temps.
- les Éditions Prestiges : quelques films sont sortis dans des éditions qui se présentent sous la forme d'un coffret avec le DVD du film (simple ou Collector) et le plus couramment un livre (La Belle au Bois Dormant, Rox et Rouky, Robin des Bois, Frère des Ours et Les Aventures de Bernard et Bianca)
- les Éditions Exclusives : il s'agit de films déjà sortis en DVD Disney qui ressortent en DVD avec quelques bonus et une restauration d'image. Ces éditions sortent principalement lors d'une année anniversaire du film (Merlin L'Enchanteur - Édition Exclusive 45e Anniversaire, Rox et Rouky - Édition Exclusive 25e Anniversaire, Les Aristochats - Édition Exclusive, Peter et Eliott le Dragon - Édition Exclusive)
- les Éditions Musicales Exclusives : Ces éditions comprennent sur un seul DVD, le film et le karaoké des chansons du film. Seuls trois films sont sortis en éditions de ce genre : Aladdin, Pocahontas : Une Légende Indienne et Mulan.
- plusieurs films regroupés en coffrets :
  - les Éditions Bipack : deux DVD (avec boîtiers) dans un fourreau. Ces coffrets regroupent principalement un film et sa suite (Le Bossu de Notre-Dame, Pocahontas : Une Légende Indienne, Tarzan, Fantasia, Dingo et Max, Le Livre de la Jungle, Kuzco : L'Empereur Mégalo, Mulan, La Reine des Neiges, Lilo et Stitch, La Belle et la Bête, La Belle et le Clochard, Peter Pan, Bambi, Les 101 Dalmatiens, Frère des Ours, ...)
  - les Éditions Tripack : trois DVD (avec boîtiers) dans un fourreau. Ces éditions regroupent également des trilogies (La Petite Sirène, Aladdin, Le Roi Lion, Toy Story, Cars, Cendrillon, ...)
  - les Éditions Prestiges - 3 DVD : elles sont composées principalement d'une Édition Collector d'un Chef-d'Œuvre ainsi qu'une de ses suites : Les 101 Dalmatiens, Le Livre de la Jungle, Peter Pan ...

## Les collections
Avec les éditions de cassettes et surtout les DVD, Disney a lancé, pour organiser la vente, des collections. Mais cette dénomination est devenue de plus en plus un simple nom commercial sans réelle valeur. De plus, des erreurs existent sur certains emballages.
- les Chefs-d'Œuvre : ce sont les meilleurs films de Disney. Ils sont édités en Éditions Collectors très soignées. Il s'agit là des tout premiers films en 2D à sortir en Blu-ray.
- les Grands Classiques : ce sont les films d'animation Disney étant sortis au cinéma. Cette dénomination n'a rien à voir avec les véritables Grands Classiques, qui ne sont que 58 actuellement.
- les Classiques : ce sont principalement des films à moindre succès et qui sont sortis uniquement en vidéo, sans passer par le cinéma.
- Home Video : il s'agit de la collection initiale disparue des films avant la mise en place des autres collections vers l'an 2000.
- Disney•Pixar : elle regroupe les films réalisés par Pixar et produits par Disney.
- Walt Disney : Les Trésors : il s'agit des pépites de l'univers Disney. On y trouve des cartoons (les traditionnels Mickey, Donald, Dingo ...), des documentaires, des moyens-métrages et des séries télévisées. Il en existe 28 aux États-Unis mais uniquement 6 en France.
- Walt Disney Film Collection : il s'agit là de films réalisés par Walt Disney Pictures (20 000 lieues sous les mers, 4 bassets pour un danois, L'Île au trésor, Popeye, La Montagne ensorcelé, ...)
- Ciné Disney Famille : il s'agit là de films réalisés par Walt Disney Pictures, proposés pour la famille (Les 101 Dalmatiens : Le Film, 102 Dalmatiens, Natty Gann, Les Petits Champions, À nous Quatre, Hocus Pocus : Les Trois Sorcières, Les Trois Mousquetaires, ...).
- Disney Channel Original Movie : auparavant Disney Channel Premiere Films, est un label donné aux téléfilms produits par et pour Disney Channel.

### Chefs-d'Œuvre
Les Chefs-d'Œuvre sont des éditions Collectors (2 DVD avec des bonus) des grands films Disney lancé à partir de 2001 à l'occasion de 100 ans de magie, une cérémonie célébrant le 100e anniversaire de la naissance de Walt Disney. Tous les ans, Disney devait éditer vers fin octobre un nouveau film en version Collector. Le premier fut Blanche-Neige et les Sept nains, en 2001. Le nom de cette édition aux États-Unis et au Canada est Platinum. Le programme a été changé à partir de 2005, pour en sortir 2 par an : 1 au printemps et 1 en automne. Ces éditions sont mises sur le marché pendant une période de temps très courte (quelques mois) et sont ensuite intégralement retirées du marché ; ceci ayant pour but de créer une stimulation du marché par effet de rareté. Le planning des rééditions est étudié de marnière à ce qu'elles réapparaissent avec une nouvelle génération d'enfants (tous les sept ans, initialement).
À l'origine, ils devaient être dix (Blanche Neige et les Sept Nains, Bambi, Cendrillon, La Belle et le Clochard, Les 101 Dalmatiens, Le Livre de la Jungle, La Petite Sirène, La Belle et la Bête, Aladdin et Le Roi Lion) mais la liste a été modifiée. Aladdin en est sorti, à cause des très faibles ventes du DVD (pour finir en Édition Musicale Exclusive), tandis que quelques autres films en sont entrés : Pinocchio, Peter Pan, La Belle au Bois Dormant, Fantasia ainsi que Fantasia 2000.
Voici le calendrier avec les dates de sorties françaises :
- 24 octobre 2001 : Blanche-Neige et les Sept Nains
- 23 octobre 2002 : La Belle et la Bête
- 15 octobre 2003 : Le Roi lion
- 6 octobre 2004 : Aladdin
- 15 février 2005 : Bambi
- 26 octobre 2005 : Cendrillon
- 14 février 2006 : La Belle et le Clochard
- 4 octobre 2006 : La Petite Sirène
- 21 février 2007 : Peter Pan
- 7 novembre 2007 : Le Livre de la Jungle
- 5 mars 2008 : Les 101 Dalmatiens
- 26 novembre 2008 : La Belle au Bois Dormant
- 11 mars 2009 : Pinocchio
- 7 octobre 2009 : Blanche-Neige et les Sept Nains
- 6 octobre 2010 : La Belle et la Bête
- 26 novembre 2010 : Fantasia et Fantasia 2000
- 1er mars 2011 : Bambi
- 24 aout 2011 : Le Roi lion
- 1er février 2012 : La Belle et le Clochard
- Automne 2012 : Cendrillon
- Décembre 2012 : Peter Pan
- 21 août 2013 : Le Livre de la Jungle
- 25 septembre 2013 : La Petite Sirène
- 24 septembre 2014 : La Belle au Bois Dormant
- 4 mars 2015 : La Belle et la Bête

### Film Disney d'animation sorti directement en vidéo
Ce qui suit est une liste de films qui sont sortis directement en vidéo personnelle et n'ont donc pas eu de sortie en salles. Ils ont été soit produits par Walt Disney Pictures, Disney Television Animation, Pixar et/ou Disneytoon Studios et la majorité sont des suites.

#### Classiques sortis directement en vidéo
- 1994 : Le retour de Jafar.
- 1996 : Aladdin et le roi des voleurs.
- 1997 : Winnie l’ourson 2 : le grand voyage.
- 1997 : La Belle et la Bête 2 : le Noël enchanté.
- 1998 : Le roi lion 2 : l’honneur de la tribu.
- 1998 : Pocahontas 2 : un monde nouveau.
- 2000 : Dingo et Max 2 : les sportifs de l’extrême.
- 2000 : La petite sirène 2 : retour à l’océan.
- 2001 : La belle et le clochard 2 : l’appel de la rue.
- 2002 : Le bossu de Notre-Dame 2 : le secret de Quasimodo.
- 2002 : Cendrillon 2 : une vie de princesse.
- 2003 : Les 101 dalmatiens 2 : sur la trace des héros.
- 2004 : Le Roi Lion 3 : Hakuna Matata.
- 2004 : Les aventures de Petit Gourou.
- 2004 : Mickey, Donald, Dingo : les trois mousquetaires.
- 2004 : Mulan 2 : la mission de l’empereur.
- 2005 : Tarzan 2 : l’enfance d’un héros.
- 2005 : Lilo & Stitch 2 : Hawaï, nous avons un problème !
- 2005 : Kuzco 2 : King Kronk.
- 2006 : Frère des ours 2.
- 2006 : Rox et Rouky 2.
- 2007 : Le sortilège de Cendrillon.
- 2008 : Le secret de la petite sirène.
- 2008 : La Fée Clochette.
- 2009 : Clochette et la pierre de Lune.
- 2010 : Clochette et l’expédition féerique.

##### Sorties vidéo ou téléfilms
- 1995 : Gargoyles, le film : les anges de la nuit.
- 1997 : Mighty Ducks, le film
- 1998 : Le monde magique de la Belle et la Bête.
- 1999 : Mickey, il était une fois Noël.
- 1999 : Winnie l’ourson : joyeux Noël.
- 2000 : Buzz l'Éclair, le film : Le Début des aventures.
- 2001 : Mickey, la magie de Noël.
- 2001 : La cour de récré : les vacances de Noël
- 2002 : Mickey, le club des méchants.
- 2002 : Winnie l’ourson : bonne année.
- 2002 : La légende de Tarzan et Jane.
- 2003 : Les énigmes de l’Atlantide.
- 2003 : Stitch ! Le film.
- 2003 : La cour de récré: les petits contre-attaquent
- 2003 : La Cour De Récré : Rentrée en Classe Supérieure
- 2003 : Kim Possible : La Clé du temps
- 2004 : Winnie l'ourson : Je t'aime toi !
- 2004 : Mickey, il était deux fois Noël.
- 2005 : Cool Attitude, le film
- 2005 : Kim Possible, le film : Mission Cupidon
- 2005 : Winnie l’ourson : Lumpy fête Halloween.
- 2006 : Leroy & Stitch.
- 2011 : Phinéas et Ferb, le film : Voyage dans la 2e dimension
- 2017 : Raiponce : Moi j’ai un rêve.